# Місто, яким ми стали
«Місто, яким ми стали» (англ. The City We Became) — міський фантастичний феміністичний роман американської письменниці Нори К. Джемісін 2020 року. Створений на основі (із спеціально адаптованим прологом) її оповідання «Місто, народжене великими», вперше опублікованого в її збірці «Як довго ще до чорного майбутнього місяця?». Це її перший роман після серії «Розбита Земля», яка отримала тричі премію «Г'юго», і перший у серії «Великі міста», за якою слідує «Світ, який ми створюємо», випущений у листопаді 2022 року.

## Сюжет
Дія «Місто, яким ми стали» розгортається в Нью-Йорку, у версії світу, в якому великі міста стають розумними через людські аватари. Після того, як аватар Нью-Йорка впадає в надприродну кому і зникає, група з п'яти нових аватарів, які представляють п'ять районів, об'єднується, щоб боротися зі спільним ворогом.
Бездомному чорному художнику-графіті, який мешкає на дахах, Сан-Паулу, аватар бразильського міста каже, що він є аватаром Нью-Йорка, який попереджає, що аватари стикаються з великим ворогом. За аватаром по вулицях слідують істоти, що змінюють форму, намагаючись захопити місто; він перемагає їх, але отримує поранення і при цьому руйнує Вільямсбурзький міст.
Чорношкірий аспірант-гей, який щойно переїхав до міста, виходить з поїзда, і його вражає амнезія; розуміючи, що він є аватаром Мангеттена, він бере ім'я Менні. Він зустрічає білі вусики[що?] на Магістраль ФДР і знищує їх, направляючи силу міста. В парку він зустрічає Жінку в білому і перемагає її за допомогою Бруклін Томасон, чорношкірої жінки, яка є аватаром Брукліна. Вони відчувають появу аватарів інших районів і вирушають до Квінсу, щоб знайти їх.
На Стейтен-Айленді до аватара району Ейслін, білої бібліотекарки років тридцяти, звертається Жінка в Білому, яка пропонує захистити Ейслін від аватара Нью-Йорка; їх об'єднує расистський гумор. Бронці Сіваной, ленапській жінці, яка є аватаркою Бронкса, загрожує Жінка в Білому, яка зникає під час протистояння. Бронка як найстаріший район отримує історичні знання про живі міста та їхніх ворогів. Менні та Бруклін шукають в Інтернеті та відчувають аватари Бронкса та Квінса, індійського докторанта на ім'я Падміні.
У Центрі Бронка переглядає картину під назвою «небезпечні розумові машини» (термін, введений Г. П. Лавкрафтом у расистському листі для азіатських жителів Нью-Йорка) «Alt Artistes», альтернативно-правої групи, контрольованої Жінкою в Білому. Картина виявляється міжвимірним порталом, і співробітники Центру виганяють Художників. Менні та Бруклін прибувають у магічно захищену квартиру Падміні та залишаються на ніч. Невдовзі після цього Бронці пропонують 23 мільйони доларів, щоб виставити роботу Альт-артистів Жінки в білому, яка постає як доктор Вайт із «Фонду кращого Нью-Йорка». Після того, як Бронка відмовляє їй, Alt Artistes доксують її та її друга та колегу з Джерсі-Сіті Венеца.
У Стейтен-Айленді батько Ейслін запрошує неонациста погостювати з ними; він сексуально домагається Ейслін, перш ніж вона використовує свої сили, щоб зупинити його, і покидає будинок. Сан-Паулу зустрічає її та намагається змусити її приєднатися до інших аватарів, але вона завдає йому болю енергетичною хвилею через те, що Жінка в білому сказала їй, що міста атакують її дім. У центрі Менні, Бруклін, Падміні та Бронка разом входять у «міський простір», щоб знайти аватар Нью-Йорка. Бронка пояснює, що паралельні виміри є реальними і що міста проколюють стіни між ними під час свого народження, руйнуючи сусідні виміри. Коли вони виходять із міського простору, входить Гонконг із важко пораненим Сан-Паулу. Група проводить дослідження та виявляє, що Жінка в білому використовує некомерційні організації, такі як Фонд, щоб послабити міста ще до їхнього народження.
Менні та Сан-Паулу знаходять аватара Нью-Йорка на старій міській станції, але не можуть його розбудити. Бронка, Бруклін, Падміні та Гонг подорожують на Стейтен-Айленд і виявляють, що Жінка в Білому — це Р'лієг, місто з іншого виміру. Ейслін стає на бік Жінки в білому, яка тримає Венезу в заручниках, і вириває їх геть енергетичною хвилею, яка осідає на аватарах районів і Венези на Уолл-стріт. Венеза перетворюється на аватар Джерсі-Сіті та разом із аватарами району пробуджує аватар Нью-Йорка. Аватари спалюють Жінку в Білому, обмежуючи її Стейтен-Айлендом. Через кілька тижнів аватари святкують на набережній Коні-Айленда. Гонконг скликає живі міста на саміт у Парижі, щоб обговорити владу Жінки в Білому над Стейтен-Айлендом, а аватар міста Нью-Йорк приєднується до святкових аватар районів.

## Дійові особи

### Аватари
- Праймері — аватар Нью-Йорка. Дивний чорношкірий бездомний молодий чоловік. Художник графіті та хастлер.
- Менні — аватар Мангеттена. Дивний темношкірий чоловік близько 20 років. Коли він стає аватаром Мангеттена, він втрачає більшу частину пам'яті про своє колишнє життя як нещодавно прибулого аспіранта, представляючи свою роль нового жителя Нью-Йорка. Він може дозволити жителям Нью-Йорка без аватара бачити Ворога, якщо йому потрібно їх використовувати. Він дещо безжальний стратег і спрямовує насильницьку жорстоку природу Мангеттена та меншою мірою силу фінансових ринків. Він закоханий у Початкове товариство і відчуває потребу захистити його.
- Бруклін «MC Free» Томасон — аватарка Брукліна. Темношкіра колишня реперка середнього віку, юристка та нинішня міська рада. У неї дитина і хворий батько. Її сила корениться в музиці: вона може використовувати її, щоб атакувати, і відчуває музику в міському шумі.
- Бронка Сіваной — аватарка Бронкса. Лесбійка Ленапе років 60. Вона має ступінь доктора філософії, гарячу вдачу та сина та працює в Bronx Art Center. Вона є найстаршою з шести аватарів і, отже, власницею лексикону знань міста. Вона спрямовує свою силу через чоботи зі сталевими носками, якими вона брикала чоловіків, які домагалися її, коли їй було 11 років, і поліцейських інформаторів у Стоунволлі, коли їй було 17.
- Падміні Пракаш — аватарка Квінза. 25-річна тамільська іммігрантка, аспірантка, яка живе в Квінсі. Її ім'я означає «та, що сидить на лотосі». Вона може використовувати математичну уяву, щоб змінити фізичну реальність.
- Ейслін Гуліхан — аватарка Стейтен-Айленда. 30-річна жінка ірландського походження, яка живе з батьками на Стейтен-Айленді. Її батько — образливий поліцейський-расист, який називає її «Яблуко», хоча її ім'я означає «мрія». Вона може стати невидимою.
- Венеца — аватарка Джерсі-Сіті. Молода чорношкіра португалка, яка працює з Бронкою в Мистецькому центрі Бронкса.

### Інші
- Сан-Паулу — аватар міста, на честь якого він названий. Він виріс у фавелах і став аватаром під час військової диктатури. Він смуглявий, худорлявий і курець, чий сигаретний дим може боротися з Ворогом. Він є наймолодшим живим містом, тому йому було доручено допомогти народити Нью-Йорк.
- Гонконг — аватар міста, на честь якого він названий. Він став аватаром під час Опіумних війн. Він має китайський британський акцент.
- Р'лієг (він же «Ворог») — заразна, потойбічна форма життя, яка хоче захопити новонароджене місто Нью-Йорк. Він з'являється в багатьох формах, включаючи Жінку в Білому, Доктора Вайта, грибкові листя, що контролюють розум, і Х-подібних павукоподібних істот. В інтерв'ю Time Джемісін зазначає, що антагоністичні сили в книзі часто є метафорами джентрифікації.[8]

## Відгуки
В огляді New York Times зазначено: «Перед обличчям поточних подій „Місто, яким ми стали“ займає широку позицію на боці святині, сім'ї та любові. Це радісний крик, рекультивація та заклик до зброї». NPR писав, що роман є «любовним листом, святкуванням і вираженням надії та віри в те, що місто та його люди можуть і будуть протистояти темряві, протистоятимуть страху, і, коли їх покличуть, стояти одне за одного». У рецензії в Slate сказано: «Місто, яке вона оспівує, так радісно шипить у венах цього роману, що будь-хто, хто оплакує Нью-Йорк перед COVID-19, швидше за все, вважатиме „Місто, яким ми стали“ настільки ж підтримуючим і елегічним, даниною пам'яті місту яка може ніколи не повернутися до нас повністю».

## Нагороди та відзнаки
| рік      | Нагорода                  | Категорія                                    | Результат          | Посилання |
| -------- | ------------------------- | -------------------------------------------- | ------------------ | --------- |
| 2020 рік | Премія BSFA               | Роман                                        | Перемога           | [ 12 ]    |
| 2020 рік | Кітчі                     | Роман (Червоне Щупальце)                     | Номінація          | [ 13 ]    |
| 2020 рік | Кітчі                     | Чорнильне щупальце                           | Номінація          | [ 13 ]    |
| 2020 рік | Премія Неб'юла            | Роман                                        | Номінація          | [ 14 ]    |
| 2021 рік | Британська премія фентезі | Фентезійний роман (премія Роберта Холдстока) | Номінація          | [ 13 ]    |
| 2021 рік | Премія Г'юго              | Роман                                        | Номінація          | [ 15 ]    |
| 2021 рік | Іґнайт                    | Роман для дорослих                           | Номінація          | [ 13 ]    |
| 2021 рік | Премія Локус              | Фантастичний роман                           | Перемога (1 місце) | [ 13 ]    |

## Видання в Україні
Український переклад книги було опубкліковано 2023 року видаництвом Навчальна книга Богдан. Переклад з англійської Петра Таращука.